# Ampelamus
Ampelamus, biljni rod iz porodice zimzelenovki smješten u subtribus Metastelmatinae, dio tribusa Asclepiadeae. Sastoji se od tri priznate vrste, dvije u Sjevernoj Americi, i jedna u Kolumbiji kao endem (Ampelamus volubilis ).

## Vrste
1. Ampelamus laevis (Michx.) Krings
2. Ampelamus ligulatus (Benth.) A.Heller
3. Ampelamus volubilis (Turcz.) Dugand

## Sinonimi
- Enslenia Nutt.
- Mellichampia A.Gray ex S.Watson
- Nematuris Turcz.